# Pădureni (Mărășești), Vrancea
Pădureni este un sat ce aparține orașului Mărășești din județul Vrancea, Moldova, România.